# Philodendron nanegalense
Philodendron nanegalense är en kallaväxtart som beskrevs av Adolf Engler. Philodendron nanegalense ingår i släktet Philodendron och familjen kallaväxter. IUCN kategoriserar arten globalt som akut hotad.
Artens utbredningsområde är Ecuador. Inga underarter finns listade.